# Texas Medical Center

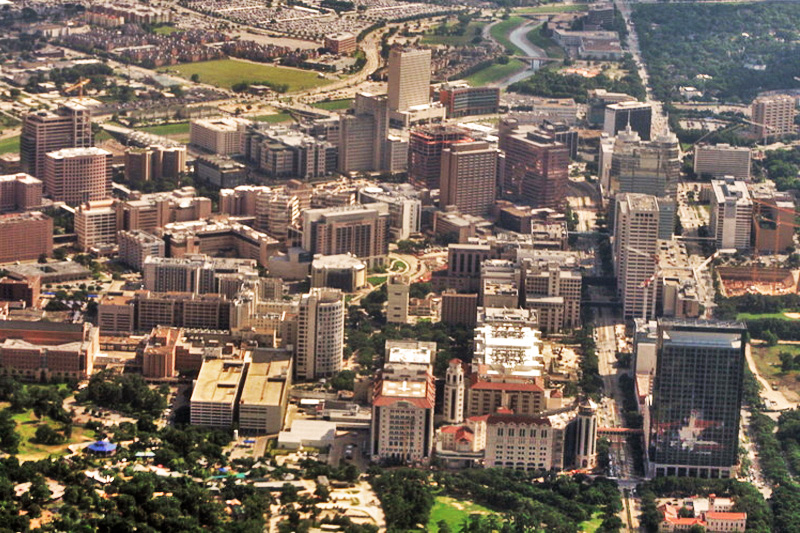
Vedere aeriană a Texas Medical Center

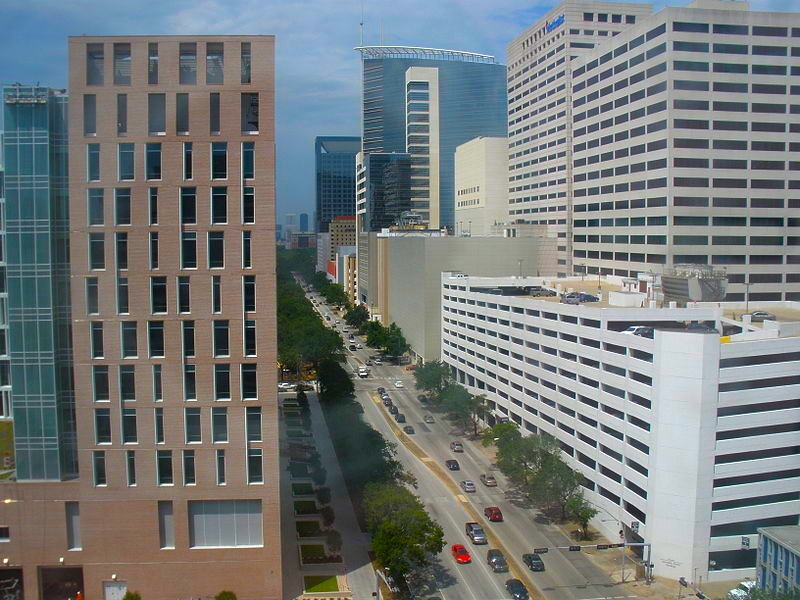
Strada principală din interiorul Texas Medical Center, văzută de la Baylor College of Medicine (vedere înspre centrul orașului Houston)

Texas Medical Center este cel mai mare centru medical din lume cu una dintre cele mai mari densități de clinici pentru îngrijirea pacienților, știință de bază, precum și de cercetare translațională. Situat în Greater Houston, centrul conține 49 de instituții de medicină, inclusiv 15 spitale și două instituții de specialitate, trei școli medicale, patru școli pentru infirmerie, precum și școli de stomatologie, farmacie, sănătate publică, și alte practici legate de sănătate. Toate cele 49 de instituții sunt organizații nonprofit. Având peste 1000 de acri (400 de hectare) în mărime, centrul este mai mare decât centrul orașului Dallas. Unele instituții membre se află în afara orașului Houston. Aici au loc cele mai multe intervenții chirurgicale cardiace din lume.